# Contemporary Amperex Technology
Contemporary Amperex Technology Company Limited (CATL) — китайский производитель тяговых батарей для электротранспорта (легковых и грузовых автомобилей, автобусов, коммунальных машин, погрузчиков, мопедов, велосипедов, яхт), а также аккумуляторов и систем накопления энергии для ветряных и солнечных электростанций, распределительных подстанций. Компания входит в число крупнейших публичных компаний Китая. Основана в 2011 году, штаб-квартира расположена в Ниндэ.
По итогам первого квартала 2025 год CATL являлся крупнейшим производителем аккумуляторов для электромобилей (38,3 % мирового рынка), значительно опережая своих ближайших конкурентов — китайскую BYD (16,7 %) и корейскую LG Energy Solution (10,7 %).

## История
Компания Contemporary Amperex Technology (CATL) была основана в 2011 году в городе Ниндэ (провинция Фуцзянь), в 2012 году она заключила стратегическое партнёрство с германской группой BMW на поставку аккумуляторов для электрических автомобилей и мотоциклов. В 2013 году CATL открыла завод аккумуляторов в провинции Цинхай, в 2014 году учредила дочерние компании в Германии и Пекине, в 2015 году открыла в провинции Гуандун предприятие по переработке старых тяговых аккумуляторов. 
В 2016 году Contemporary Amperex Technology открыла производство в провинции Цзянсу, в 2017 году купила 22 % акций финской компании Valmet Automotive (производство автомобилей и автомобильных комплектующих), в 2018 году CATL вышла на Шэньчжэньскую фондовую биржу и открыла завод в Тюрингии. 
По состоянию на начало 2019 года выручка CATL составляла 4,1 млрд долл., прибыль — 0,56 млрд долл., активы — 9,3 млрд долл., рыночная стоимость — 27,4 млрд долл. В компании работало почти 25 тыс. сотрудников. По итогам 2019 года чистая прибыль CATL выросла на 28,6 % в годовом исчислении и достигла 4,36 млрд юаней (620 млн долл.), а выручка выросла на 53,8 % и достигла 45,55 млрд юаней. 
По итогам 2020 года чистая прибыль CATL составила 5,58 млрд юаней (около 861 млн долл. США), что на 22,4 % больше по сравнению с показателем 2019 года; годовая выручка компании выросла на 9,9 % в годовом исчислении до 50,32 млрд юаней; продажи литий-ионных аккумуляторов выросли на 14,4 % в годовом исчислении. 
В феврале 2021 года CATL выделила 29 млрд юаней (около 4,5 млрд долл. США) на расширение производственных мощностей, из этой суммы 12 млрд юаней CATL инвестировала в строительство завода автомобильных аккумуляторных батарей в городе Чжаоцин (Гуандун), 12 млрд юаней — на расширение завода в городе Ибинь (Сычуань) и 5 млрд юаней — на расширение завода в уезде Сяпу (Фуцзянь). 
В июле 2021 года CATL впервые представила натрий-ионную батарею для мировой автоиндустрии. В октябре 2021 года председатель Contemporary Amperex Technology Цзэн Юйцюнь с состоянием в размере 320 млрд юаней занял третье место среди миллиардеров Китая.
В августе 2022 года CATL и производитель грузовиков FAW Jiefang создали совместное предприятие по развитию аккумуляторных технологий (городские сети станций замены аккумуляторов). В декабре 2022 года новый завод близ Эрфурта приступил к серийному выпуску литий-ионных батарей.
В январе 2023 года китайский консорциум с участием CATL и China Molybdenum получил право разрабатывать два литиевых месторождения в Боливии, в том числе на солончаках Уюни и Койпаса. Также в 2023 году CATL открыла завод аккумуляторов и накопителей энергии в Гуйчжоу. По итогам 2023 года чистая прибыль CATL составила 44,1 млрд юаней (6,21 млрд долл. США), увеличившись на 44 %; оборот вырос до 400,9 млрд юаней, что на 22 % больше по сравнению с предыдущим годом; инвестиции в НИОКР составили 18,4 млрд юаней с приростом на 18 %. В 2023 года CATL заняла долю в 36,8 % от мирового рынка аккумуляторов для электромобилей и 40 % от мирового рынка аккумуляторов для накопления энергии.
В мае 2025 года CATL вышла на Гонконгскую фондовую биржу; акции компании выросли более чем на 16 % в первый день торгов, листинг принес 35,7 млрд. гонконгских долларов (около 4,6 млрд долл. США).

## Деятельность
Заводы CATL расположены в Ниндэ, Фошане, Лияне, Синине (КНР), Арнштадте (Германия), Дебрецене (Венгрия) и Сарагосе (Испания, совместное предприятие с группой Stellantis); научно-исследовательские центры — в Ниндэ, Шанхае и Мюнхене. Дочерние компании CATL имеются в Гонконге, США, Канаде, Японии и Франции.
Contemporary Amperex Technology имеет совместные предприятия с компаниями SAIC Motor, Dongfeng и GAC Group. Другими крупнейшими клиентами CATL являются компании BMW, Volkswagen, Daimler, Groupe PSA, Renault, Ford, Tesla, Hyundai Motor, Toyota, Honda, Brilliance, BAIC Group, Foton Motor, Geely Automobile, NIO, XPeng, Yutong, King Long и Zhongtong Bus.
В декабре 2024 года CATL объявила о планах открыть в 2025 году 1000 станций по смене батарей, а за несколько лет — ещё 30 тыс. электрозарядных станций. Для смены батарей потребуется ежемесячная подписка. На первом этапе будет возможна смена батарей на десяти моделях автомобилей SAIC, GAC и других.
В апреле 2025 года CATL создала бренд натрий-ионных тяговых батарей Naxtra для заряжаемых автомобилей. Массовое производство батарей Naxtra началось в декабре 2025 года.

## Акционеры
По состоянию на 2025 год крупнейшими акционерами CATL были Цзэн Юйцюнь (26,39 %), Пэй Чжэньхуа (7,32 %), Хуан Шилинь (3 %), E Fund Management (1,83 %), China Asset Management (1,42 %), Ли Пин (1,29 %), Huatai-PineBridge Fund Management (1,25 %), Ningbo Meishan Baoshui Gangqu Runtaihongyu (1,07 %), Honda Giken Industry China Investment (1,06 %) и Юй Юн (1,03 %).